# Pierre Coffin

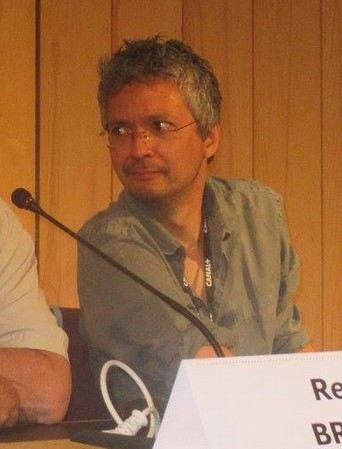
Pierre Coffin en el festival internacional d'animació d'Annecy

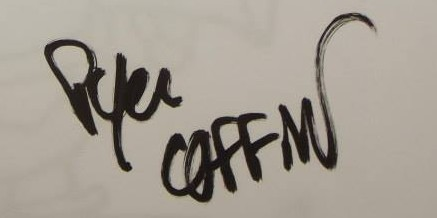
Signatura de P.C.

Pierre-Louis Padang Coffin (1 de novembre de 1967) és un animador i director de cinema francès. És conegut per co-dirigir amb Chris Renaud les pel·lícules de Despicable Me, i per fer una de les veus dels Minions.

## Vida i carrera
Coffin és fill de Yves Coffin, un diplomàtic francès, i d'una escriptora indonèsia. Va participar en la producció de Steven Spielberg, Rex, un dinosaure a Nova York. Després va començar a treballar com animador i a col·laborar fent comercials amb Passion Pictures i Mac Guff. Va crear els personatges de Pat i Stan per a una sèrie de televisió. El 2010 va completar amb Chris Renaud la pel·lícula animada Despicable Me per a Universal.
El 2013, Coffin va dirigir Despicable Me 2 amb Renaud, i el 2015 va dirigir Minions, un spin-off de Despicable Me.

## Filmografia

### Pel·lícules
- Flanimals (A estrenar-se): Director[2]
- Minions (2015): Director, veu de Minions[3][4]
- Despicable Me 2 (2013): Director, veu de Minions
- Despicable Me (2010): Director, veu de Minions
- Rex, un dinosaure a Nova York (1993): Artista

### Curtmetratges
- Brad & Gary (2011): Director, veu de Brad[5][6]
- Banana (2010): Guionista, productor executiu, veu
- Home Makeover (2010): Productor executiu, veu de Minions i treballador social
- Orientation Day (2010): Veu de Minions
- Gary's Day (2003): Director
- Pings: Realització-Animació per ExMachina

### Sèries de televisió
- Pat i Stan (2003–present) : Creador

## Premis i nominacions

### Premis Oscar
| Any  | Categoria                    | Pel·lícula      | Resultat |
| ---- | ---------------------------- | --------------- | -------- |
| 2014 | Millor pel·lícula d'animació | Despicable Me 2 | Nominat  |

### Premis Globus d'Or
| Any  | Categoria                                 | Pel·lícula      | Resultat |
| ---- | ----------------------------------------- | --------------- | -------- |
| 2014 | Globo d'Or a la millor pel·lícula animada | Despicable Me 2 | Nominat  |
| 2011 | Globo d'Or a la millor pel·lícula animada | Despicable Me   | Nominat  |

### Premis BAFTA
| Any  | Categoria                               | Pel·lícula      | Resultat |
| ---- | --------------------------------------- | --------------- | -------- |
| 2016 | BAFTA a la millor pel·lícula d'animació | Minions         | Pendent  |
| 2014 | BAFTA a la millor pel·lícula d'animació | Despicable Me 2 | Nominat  |
| 2011 | BAFTA a la millor pel·lícula d'animació | Despicable Me   | Nominat  |

### Premis Annie
| Any  | Categoria                               | Pel·lícula      | Resultat |
| ---- | --------------------------------------- | --------------- | -------- |
| 2014 | Millor veu en una pel·lícula animada    | Despicable Me 2 | Nominat  |
| 2014 | Millor adreça en una pel·lícula animada | Despicable Me 2 | Nominat  |
| 2011 | Millor adreça en una pel·lícula animada | Despicable Me   | Nominat  |

### People's Choice Awards
| Any  | Categoria                  | Pel·lícula      | Resultat  |
| ---- | -------------------------- | --------------- | --------- |
| 2014 | Millor pel·lícula familiar | Despicable Me 2 | Guanyador |

### Kids Choice Awards
| Any  | Categoria                 | Pel·lícula    | Resultat  |
| ---- | ------------------------- | ------------- | --------- |
| 2011 | Millor pel·lícula animada | Despicable Me | Guanyador |